# 이원희 (배우)
이원희(1971년 3월 6일 ~ )는 대한민국의 배우이다.

## 학력
- 중앙대학교 연극영화과 학사

## 데뷔
- 1993 SBS 18기 공채 탤런트

## 출연

### 영화
- 1999 표절

### 방송

#### 드라마
- 1993 SBS 《오박사네 사람들》
- 1995 SBS 《고백》
- 1998 MBC 《내일을 향해 쏴라
- 1999 KBS 2TV 《전설의고향》 열녀문편
- 2001 KBS 2TV 《푸른 안개》
- 2001 KBS 1TV 《이것이인생이다》
- 2004 KBS 2TV 《풀하우스》  - 최 실장 역
- 2004 KBS 1TV 《불멸의 이순신》
- 2005 KBS 2TV 《부활》
- 2007 SBS 《강남엄마 따라잡기》

#### 재연극
- 1999~2009 KBS 2TV 부부클리닉 사랑과 전쟁